# Винк (Тексас)
Винк (енгл. Wink) град је у америчкој савезној држави Тексас. По попису становништва из 2010. у њему је живело 940 становника.

## Демографија
Према попису становништва из 2010. у граду је живело 940 становника, што је 21 (2,3%) становника више него 2000. године.
| Група             | 2000.       | 2010.       |
| Белци             | 697 (75,8%) | 665 (70,7%) |
| Афроамериканци    | 8 (0,9%)    | 7 (0,7%)    |
| Азијати           | 0 (0,0%)    | 0 (0,0%)    |
| Хиспаноамериканци | 212 (23,1%) | 254 (27,0%) |
| Укупно            | 919         | 940         |